# Temporada 2011 de las Grandes Ligas de Béisbol
La temporada 2011 de las Grandes Ligas de Béisbol inició el jueves 31 de marzo y finalizó el miércoles 28 de septiembre. La edición 82 del juego de estrellas se jugó en el Chase Field en Phoenix, Arizona, el 12 de julio donde la Liga Nacional derrotó a la Liga Americana, por segundo año consecutivo, por un marcador de 5-1; este partido decidió la ventaja de local para la Serie Mundial de 2011 que comenzó el 19 de octubre y terminó el 28 de octubre con una victoria de los St. Louis Cardinals a los Texas Rangers en el séptimo juego.

## Posiciones

### Liga Americana
| División Este        | División Este | División Este | División Este | División Este | División Este | División Este |
| Equipo               | V             | D             | CTE           | JD            | LOCAL         | VISITA        |
| -------------------- | ------------- | ------------- | ------------- | ------------- | ------------- | ------------- |
| New York Yankees (1) | 97            | 65            | .599          | —             | 52-29         | 45-36         |
| Tampa Bay Rays (4)   | 91            | 71            | .562          | 6             | 47-34         | 44-37         |
| Boston Red Sox       | 90            | 72            | .556          | 7             | 45–36         | 45-36         |
| Toronto Blue Jays    | 81            | 81            | .500          | 16            | 42-39         | 39-42         |
| Baltimore Orioles    | 69            | 93            | .426          | 28            | 39-42         | 30-51         |

| División Central   | División Central | División Central | División Central | División Central | División Central | División Central |
| Equipo             | V                | D                | CTE              | JD               | LOCAL            | VISITA           |
| ------------------ | ---------------- | ---------------- | ---------------- | ---------------- | ---------------- | ---------------- |
| Detroit Tigers (3) | 95               | 67               | .586             | —                | 50-31            | 45-36            |
| Cleveland Indians  | 80               | 82               | .494             | 15               | 44-37            | 36-45            |
| Chicago White Sox  | 79               | 83               | .488             | 16               | 36-45            | 43-38            |
| Kansas City Royals | 71               | 91               | .438             | 24               | 40-41            | 31-50            |
| Minnesota Twins    | 63               | 99               | .389             | 32               | 33-48            | 30-51            |

| División Oeste    | División Oeste | División Oeste | División Oeste | División Oeste | División Oeste | División Oeste |
| Equipo            | V              | D              | CTE            | JD             | LOCAL          | VISITA         |
| ----------------- | -------------- | -------------- | -------------- | -------------- | -------------- | -------------- |
| Texas Rangers (2) | 96             | 66             | .593           | —              | 52-29          | 44-37          |
| Anaheim Angels    | 86             | 76             | .531           | 10             | 45-36          | 41-40          |
| Oakland Athletics | 74             | 88             | .457           | 22             | 43-38          | 31-50          |
| Seattle Mariners  | 67             | 95             | .414           | 29             | 39-45          | 28-50          |

### Liga Nacional
| División Este             | División Este | División Este | División Este | División Este | División Este | División Este |
| Equipo                    | V             | D             | CTE           | JD            | LOCAL         | VISITA        |
| ------------------------- | ------------- | ------------- | ------------- | ------------- | ------------- | ------------- |
| Philadelphia Phillies (1) | 102           | 60            | .630          | —             | 52-29         | 50-31         |
| Atlanta Braves            | 89            | 73            | .549          | 13            | 47-34         | 42-39         |
| Washington Nationals      | 80            | 81            | .497          | 21.5          | 44-36         | 36-45         |
| New York Mets             | 77            | 85            | .475          | 25            | 34-47         | 43-38         |
| Florida Marlins           | 72            | 90            | .444          | 30            | 31-47         | 41-43         |

| División Central        | División Central | División Central | División Central | División Central | División Central | División Central |
| Equipo                  | V                | D                | CTE              | JD               | LOCAL            | VISITA           |
| ----------------------- | ---------------- | ---------------- | ---------------- | ---------------- | ---------------- | ---------------- |
| Milwaukee Brewers (2)   | 96               | 66               | .593             | —                | 57-24            | 39-42            |
| St. Louis Cardinals (4) | 90               | 72               | .553             | 6                | 45-36            | 45-36            |
| Cincinnati Reds         | 79               | 83               | .488             | 11               | 42-39            | 37-44            |
| Pittsburgh Pirates      | 72               | 90               | .444             | 24               | 36-45            | 36-45            |
| Chicago Cubs            | 71               | 91               | .438             | 25               | 39–42            | 32–49            |
| Houston Astros          | 56               | 106              | .346             | 40               | 31-50            | 25-56            |

| División Oeste           | División Oeste | División Oeste | División Oeste | División Oeste | División Oeste | División Oeste |
| Equipo                   | V              | D              | CTE            | JD             | LOCAL          | VISITA         |
| ------------------------ | -------------- | -------------- | -------------- | -------------- | -------------- | -------------- |
| Arizona Diamondbacks (3) | 94             | 68             | .580           | —              | 51-30          | 43-38          |
| San Francisco Giants     | 86             | 76             | .531           | 8              | 46-35          | 40-41          |
| Los Angeles Dodgers      | 82             | 79             | .509           | 11.5           | 42-39          | 40-40          |
| Colorado Rockies         | 73             | 89             | .451           | 21             | 38–43          | 35-46          |
| San Diego Padres         | 71             | 91             | .438           | 23             | 35–46          | 36-45          |

## Play-offs
|  | Serie Divisional | Serie Divisional      | Serie Divisional |                     |   | Serie de Campeonato de Liga       | Serie de Campeonato de Liga       | Serie de Campeonato de Liga       |  |    | Serie Mundial | Serie Mundial | Serie Mundial |  |
|  | TV: TBS          | TV: TBS               | TV: TBS          |                     |   | Fox Sports (ALCS); TV: TBS (NLCS) | Fox Sports (ALCS); TV: TBS (NLCS) | Fox Sports (ALCS); TV: TBS (NLCS) |  |    | TV: FOX       | TV: FOX       | TV: FOX       |  |
|  |                  |                       |                  |                     |   |                                   |                                   |                                   |  |    |               |               |               |  |
|  |                  |                       |                  |                     |   |                                   |                                   |                                   |  |    |               |               |               |  |
|  | 1                | New York Yankees      | 2                |                     |   |                                   |                                   |                                   |  |    |               |               |               |  |
|  | 1                | New York Yankees      | 2                |                     |   |                                   |                                   |                                   |  |    |               |               |               |  |
|  | 3                | Detroit Tigers        | 3                |                     |   |                                   |                                   |                                   |  |    |               |               |               |  |
|  | 3                | Detroit Tigers        | 3                |                     | 3 | Detroit Tigers                    | 2                                 |                                   |  |    |               |               |               |  |
|  | Liga Americana   |                       |                  |                     | 3 | Detroit Tigers                    | 2                                 |                                   |  |    |               |               |               |  |
|  |                  |                       | 2                | Texas Rangers       | 4 |                                   |                                   |                                   |  |    |               |               |               |  |
|  | 2                | Texas Rangers         | 2                | Texas Rangers       | 4 | 3                                 |                                   |                                   |  |    |               |               |               |  |
|  | 2                | Texas Rangers         |                  |                     |   |                                   |                                   |                                   |  |    |               |               |               |  |
|  | 4                | Tampa Bay Rays        | 1                |                     |   |                                   |                                   |                                   |  |    |               |               |               |  |
|  | 4                | Tampa Bay Rays        | 1                |                     |   |                                   |                                   |                                   |  | AL | Texas Rangers | 3             |               |  |
|  |                  |                       |                  |                     |   |                                   |                                   |                                   |  | AL | Texas Rangers | 3             |               |  |
|  |                  |                       | NL               | St. Louis Cardinals | 4 |                                   |                                   |                                   |  |    |               |               |               |  |
|  | 1                | Philadelphia Phillies | NL               | St. Louis Cardinals | 4 | 2                                 |                                   |                                   |  |    |               |               |               |  |
|  | 1                | Philadelphia Phillies |                  |                     |   |                                   |                                   |                                   |  |    |               |               |               |  |
|  | 4                | St. Louis Cardinals   | 3                |                     |   |                                   |                                   |                                   |  |    |               |               |               |  |
|  | 4                | St. Louis Cardinals   | 3                |                     | 4 | St. Louis Cardinals               | 4                                 |                                   |  |    |               |               |               |  |
|  | Liga Nacional    |                       |                  |                     | 4 | St. Louis Cardinals               | 4                                 |                                   |  |    |               |               |               |  |
|  |                  |                       | 2                | Milwaukee Brewers   | 2 |                                   |                                   |                                   |  |    |               |               |               |  |
|  | 2                | Milwaukee Brewers     | 2                | Milwaukee Brewers   | 2 | 3                                 |                                   |                                   |  |    |               |               |               |  |
|  | 2                | Milwaukee Brewers     |                  |                     |   |                                   |                                   |                                   |  |    |               |               |               |  |
|  | 3                | Arizona Diamondbacks  | 2                |                     |   |                                   |                                   |                                   |  |    |               |               |               |  |
|  | 3                | Arizona Diamondbacks  | 2                |                     |   |                                   |                                   |                                   |  |    |               |               |               |  |
|  |                  |                       |                  |                     |   |                                   |                                   |                                   |  |    |               |               |               |  |

|                                                              |
| Campeón de las Grandes Ligas St. Louis Cardinals 11.º título |

### Serie Divisional

#### Liga Americana
| Serie Divisional Liga Americana 2011 Texas Rangers contra Tampa Bay Rays, 3–1 |                  |                   |                |                  |            |          |  |
| Juego                                                                         | Fecha            | Resultado         | Serie (TEX-TB) | Locación         | Asistencia | Duración |  |
| 1                                                                             | 30 de septiembre | Rays 9, Rangers 0 | 0–1            | Rangers Ballpark | 50,498     | 3:00     |  |
| 2                                                                             | 1 de octubre     | Rangers 8, Rays 6 | 1–1            | Rangers Ballpark | 51,351     | 3:28     |  |
| 3                                                                             | 3 de octubre     | Rangers 4, Rays 3 | 2–1            | Tropicana Field  | 32,828     | 3:51     |  |
| 4                                                                             | 4 de octubre     | Rangers 4, Rays 3 | 3–1            | Tropicana Field  | 28,299     | 3:05     |  |

| Serie Divisional Liga Americana 2011 Detroit Tigers contra New York Yankees 3–2 |                  |                      |                 |                |            |                        |  |
| Juego                                                                           | Fecha            | Resultado            | Serie (NYY-DET) | Locación       | Asistencia | Duración               |  |
| 1                                                                               | 30 de septiembre | Yankees 9, Tigers 3  | 1–0             | Yankee Stadium | 50,940     | 3:26 (1:17 de retraso) |  |
| 2                                                                               | 2 de octubre     | Tigers 5, Yankees 3  | 1–1             | Yankee Stadium | 50,596     | 3:34                   |  |
| 3                                                                               | 3 de octubre     | Tigers 5, Yankees 4  | 1–2             | Comerica Park  | 43,571     | 3:14                   |  |
| 4                                                                               | 4 de octubre     | Yankees 10, Tigers 1 | 2–2             | Comerica Park  | 43,527     | 3:10                   |  |
| 5                                                                               | 6 de octubre     | Tigers 3, Yankees 2  | 2–3             | Yankee Stadium | 50,960     | 3:34                   |  |

#### Liga Nacional
| Serie Divisional Liga Nacional 2011 St. Louis Cardinals contra Philadelphia Phillies 3–2 |              |                          |                 |                    |            |          |  |
| Juego                                                                                    | Fecha        | Resultado                | Serie (PHI-STL) | Locación           | Asistencia | Duración |  |
| 1                                                                                        | 1 de octubre | Phillies 11, Cardinals 6 | 1–0             | Citizens Bank Park | 46,480     | 2:55     |  |
| 2                                                                                        | 2 de octubre | Cardinals 5, Phillies 4  | 1–1             | Citizens Bank Park | 46,575     | 3:22     |  |
| 3                                                                                        | 4 de octubre | Phillies 3, Cardinals 2  | 2–1             | Busch Stadium      | 46,914     | 3:13     |  |
| 4                                                                                        | 5 de octubre | Cardinals 5, Phillies 3  | 2–2             | Busch Stadium      | 47,071     | 2:34     |  |
| 5                                                                                        | 7 de octubre | Cardinals 1, Phillies 0  | 2–3             | Citizens Bank Park | 46,530     | 2:29     |  |

| Serie Divisional Liga Nacional 2011 Milwaukee Brewers contra Arizona Diamondbacks 3–2 |               |                            |                 |             |            |          |  |
| Juego                                                                                 | Fecha         | Resultado                  | Serie (MIL-ARI) | Locación    | Asistencia | Duración |  |
| 1                                                                                     | 1 de octubre  | Brewers 4, Diamondbacks 1  | 1–0             | Miller Park | 44,122     | 2:48     |  |
| 2                                                                                     | 2 de octubre  | Brewers 9, Diamondbacks 4  | 2–0             | Miller Park | 44,066     | 3:29     |  |
| 3                                                                                     | 4 de octubre  | Diamondbacks 8, Brewers 1  | 2–1             | Chase Field | 48,312     | 3:01     |  |
| 4                                                                                     | 5 de octubre  | Diamondbacks 10, Brewers 6 | 2–2             | Chase Field | 38,830     | 3:25     |  |
| 5                                                                                     | 7 de octubre† | Brewers 3, Diamondbacks 2  | 3–2             | Miller Park | 44,028     | 3:41     |  |

† - 10 entradas

### Serie de Campeonato

#### Liga Americana
| Serie de Campeonato de la Liga Americana de 2011 Texas Rangers contra Detroit Tigers 4-2 |               |                      |                 |                  |            |                     |
| Juego                                                                                    | Fecha         | Resultado            | Serie (TEX-DET) | Lugar            | Asistencia | Duración            |
| 1                                                                                        | 8 de octubre  | Rangers 3, Tigers 2  | 1–0             | Rangers Ballpark | 50,114     | 3:07 (1:50 retraso) |
| 2††                                                                                      | 10 de octubre | Rangers 7, Tigers 3* | 2–0             | Rangers Ballpark | 51,227     | 4:25                |
| 3                                                                                        | 11 de octubre | Tigers 5, Rangers 2  | 2–1             | Comerica Park    | 41,905     | 3:08                |
| 4                                                                                        | 12 de octubre | Rangers 7, Tigers 3* | 3–1             | Comerica Park    | 42,234     | 4:00 (2:13 retraso) |
| 5                                                                                        | 13 de octubre | Tigers 7, Rangers 5  | 3–2             | Comerica Park    | 41,908     | 3:21                |
| 6                                                                                        | 15 de octubre | Rangers 15, Tigers 5 | 4–2             | Rangers Ballpark | 51,508     | 3:32                |

*: 11 entradas

††: pospuesto a 10 de octubre por lluvia

#### Liga Nacional
| Serie de Campeonato de la Liga Nacional de 2011 St. Louis Cardinals contra Milwaukee Brewers 4–2 |            |                         |                 |               |            |          |
| Juego                                                                                            | Fecha      | Resultado               | Serie (MIL-STL) | Lugar         | Asistencia | Duración |
| 1                                                                                                | Octubre 9  | Brewers 9, Cardinals 6  | 1–0             | Miller Park   | 43,613     | 3:35     |
| 2                                                                                                | Octubre 10 | Cardinals 12, Brewers 3 | 1–1             | Miller Park   | 43,937     | 3:36     |
| 3                                                                                                | Octubre 12 | Cardinals 4, Brewers 3  | 1–2             | Busch Stadium | 43,584     | 3:10     |
| 4                                                                                                | Octubre 13 | Brewers 4, Cardinals 2  | 2–2             | Busch Stadium | 45,606     | 3:25     |
| 5                                                                                                | Octubre 14 | Cardinals 7, Brewers 1  | 2–3             | Busch Stadium | 46,904     | 3:09     |
| 6                                                                                                | Octubre 16 | Cardinals 12, Brewers 6 | 2–4             | Miller Park   | 43,926     | 3:43     |

## Serie Mundial
| Serie Mundial de 2011 Texas Rangers contra St. Louis Cardinals 3–2 |            |                           |                 |                  |            |          |  |
| Juego                                                              | Fecha      | Resultado                 | Serie (STL-TEX) | Lugar            | Asistencia | Duración |  |
| 1                                                                  | Octubre 19 | Cardinals 3, Rangers 2    | 1–0             | Busch Stadium    | 46,406     | 3:06     |  |
| 2                                                                  | Octubre 20 | Rangers 2 , Cardinals 1   | 1–1             | Busch Stadium    | 47,288     | 3:04     |  |
| 3                                                                  | Octubre 22 | Cardinals 16, Rangers 7   | 2–1             | Rangers Ballpark | 51,462     | 4:06     |  |
| 4                                                                  | October 23 | Rangers 4, Cardinals 0    | 2–2             | Rangers Ballpark | 51,539     | 3:07     |  |
| 5                                                                  | Octubre 24 | Rangers 4, Cardinals 2    | 3–2             | Rangers Ballpark | 51,459     | 3:31     |  |
| 6#                                                                 | Octubre 27 | Cardinals 10, Rangers 9 * | 3–3             | Busch Stadium    | 47,325     | 4:33     |  |
| 7                                                                  | Octubre 28 | Cardinals 6 , Rangers 2   | 4–3             | Busch Stadium    | 47,399     | 3:17     |  |

*: 11 entradas
#: Pospuesto a 27 de octubre por lluvia

|                             |
| Campeón St. Louis Cardinals |

## Juego de las Estrellas
- Día: 12 de julio
- Estadio: Chase Field
- Lugar: Phoenix, Arizona
- Asistencia: 47.994
- Umpires: HP – Dale Scott; 1B – Jerry Layne; 2B – Hunter Wendelstedt; 3B – Dan Iassogna; LF – Ed Hickox; RF – Chris Guccione

| Equipo         | 1 | 2 | 3 | 4 | 5 | 6 | 7 | 8 | 9 | C | H | E |
| -------------- | - | - | - | - | - | - | - | - | - | - | - | - |
| Liga Americana | 0 | 0 | 0 | 1 | 0 | 0 | 0 | 0 | 0 | 1 | 6 | 0 |
| Liga Nacional  | 0 | 0 | 0 | 3 | 1 | 0 | 1 | 0 | x | 5 | 9 | 2 |

## Líderes de Liga

### Liga Americana
| Stat | Jugador                                   | Total |
| ---- | ----------------------------------------- | ----- |
| AVG  | Miguel Cabrera (DET)                      | .344  |
| HR   | José Bautista (TOR)                       | 43    |
| RBI  | Curtis Granderson (NYY)                   | 119   |
| R    | Curtis Granderson (NYY)                   | 136   |
| H    | Adrián González (BOS) Michael Young (TEX) | 213   |
| SB   | Coco Crisp (OAK) Brett Gardner (NYY)      | 49    |

| Stat | Jugador                | Total |
| ---- | ---------------------- | ----- |
| W    | Justin Verlander (DET) | 24    |
| L    | Jeremy Guthrie (BAL)   | 17    |
| ERA  | Justin Verlander (DET) | 2.40  |
| K    | Justin Verlander (DET) | 250   |
| IP   | Justin Verlander (DET) | 251.0 |
| SV   | José Valverde (DET)    | 49    |

### Liga Nacional
| Stat | Jugador                   | Total |
| ---- | ------------------------- | ----- |
| AVG  | Jose Reyes (NYM)          | .337  |
| HR   | Matt Kemp (LAD)           | 39    |
| RBI  | Matt Kemp (LAD)           | 126   |
| R    | Matt Kemp (LAD)           | 115   |
| H    | Starlin Castro (CHC)      | 207   |
| SB   | Michael Bourn (ATL)/(HOU) | 61    |

| Stat | Jugador                                 | Total |
| ---- | --------------------------------------- | ----- |
| W    | Ian Kennedy (ARI) Clayton Kershaw (LAD) | 21    |
| L    | Derek Lowe (ATL)                        | 17    |
| ERA  | Clayton Kershaw (LAD)                   | 2.28  |
| K    | Clayton Kershaw (LAD)                   | 248   |
| IP   | Chris Carpenter (STL)                   | 237.1 |
| SV   | John Axford (MIL) Craig Kimbrel (ATL)   | 46    |

## Premios

### Temporada regular
| Premios de la Asociación de beisbolistas Americanos | Premios de la Asociación de beisbolistas Americanos | Premios de la Asociación de beisbolistas Americanos | Premios de la Asociación de beisbolistas Americanos | Premios de la Asociación de beisbolistas Americanos | Premios de la Asociación de beisbolistas Americanos | Premios de la Asociación de beisbolistas Americanos | Premios de la Asociación de beisbolistas Americanos | Premios de la Asociación de beisbolistas Americanos |
| Premio BBWAA                                        | Liga Nacional                                       | Liga Americana                                      |                                                     |                                                     |                                                     |                                                     |                                                     |                                                     |
| --------------------------------------------------- | --------------------------------------------------- | --------------------------------------------------- | --------------------------------------------------- | --------------------------------------------------- | --------------------------------------------------- | --------------------------------------------------- | --------------------------------------------------- | --------------------------------------------------- |
| Novato del año                                      | Craig Kimbrel (ATL)                                 | Jeremy Hellickson (TB)                              |                                                     |                                                     |                                                     |                                                     |                                                     |                                                     |
| Cy Young Award                                      | Clayton Kershaw (LAD)                               | Justin Verlander (DET)                              |                                                     |                                                     |                                                     |                                                     |                                                     |                                                     |
| Mánager del año                                     | Kirk Gibson (ARI)                                   | Joe Maddon (TB)                                     |                                                     |                                                     |                                                     |                                                     |                                                     |                                                     |
| Most Valuable Player                                | Ryan Braun (MIL)                                    | Justin Verlander (DET)                              |                                                     |                                                     |                                                     |                                                     |                                                     |                                                     |
| Premio al Guante de Oro                             |                                                     |                                                     |                                                     |                                                     |                                                     |                                                     |                                                     |                                                     |
| Posición                                            | Liga Nacional                                       | Liga Americana                                      |                                                     |                                                     |                                                     |                                                     |                                                     |                                                     |
| Pitcher                                             | Clayton Kershaw (LAD)                               | Mark Buehrle (CWS)                                  |                                                     |                                                     |                                                     |                                                     |                                                     |                                                     |
| Cácher                                              | Yadier Molina (STL)                                 | Matt Wieters (BAL)                                  |                                                     |                                                     |                                                     |                                                     |                                                     |                                                     |
| 1º base                                             | Joey Votto (CIN)                                    | Adrián González (BOS)                               |                                                     |                                                     |                                                     |                                                     |                                                     |                                                     |
| 2º base                                             | Brandon Phillips (CIN)                              | Dustin Pedroia (BOS)                                |                                                     |                                                     |                                                     |                                                     |                                                     |                                                     |
| 3º base                                             | Plácido Polanco (PHI)                               | Adrián Beltré (TEX)                                 |                                                     |                                                     |                                                     |                                                     |                                                     |                                                     |
| Shortstop                                           | Troy Tulowitzki (COL)                               | Erick Aybar (LAA)                                   |                                                     |                                                     |                                                     |                                                     |                                                     |                                                     |
| Outfield                                            | Gerardo Parra (ARI)                                 | Alex Gordon (KC)                                    |                                                     |                                                     |                                                     |                                                     |                                                     |                                                     |
| Outfield                                            | Matt Kemp (LAD)                                     | Jacoby Ellsbury (BOS)                               |                                                     |                                                     |                                                     |                                                     |                                                     |                                                     |
| Outfield                                            | Andre Ethier (LAD)                                  | Nick Markakis (BAL)                                 |                                                     |                                                     |                                                     |                                                     |                                                     |                                                     |
| Premio Silver Slugger                               |                                                     |                                                     |                                                     |                                                     |                                                     |                                                     |                                                     |                                                     |
| Pitcher/Designated Hitter                           | Daniel Hudson (ARI)                                 | David Ortiz (BOS)                                   |                                                     |                                                     |                                                     |                                                     |                                                     |                                                     |
| Cácher                                              | Brian McCann (ATL)                                  | Alex Avila (DET)                                    |                                                     |                                                     |                                                     |                                                     |                                                     |                                                     |
| 1º base                                             | Prince Fielder (MIL)                                | Adrián González (BOS)                               |                                                     |                                                     |                                                     |                                                     |                                                     |                                                     |
| 2º base                                             | Brandon Phillips (CIN)                              | Robinson Canó (NYY)                                 |                                                     |                                                     |                                                     |                                                     |                                                     |                                                     |
| 3º base                                             | Aramis Ramírez (CHC)                                | Adrián Beltré (TEX)                                 |                                                     |                                                     |                                                     |                                                     |                                                     |                                                     |
| Shortstop                                           | Troy Tulowitzki (COL)                               | Asdrúbal Cabrera (CLE)                              |                                                     |                                                     |                                                     |                                                     |                                                     |                                                     |
| Outfield                                            | Ryan Braun (MIL)                                    | Curtis Granderson (NYY)                             |                                                     |                                                     |                                                     |                                                     |                                                     |                                                     |
| Outfield                                            | Matt Kemp (LAD)                                     | Jacoby Ellsbury (BOS)                               |                                                     |                                                     |                                                     |                                                     |                                                     |                                                     |
| Outfield                                            | Justin Upton (ARI)                                  | José Bautista (TOR)                                 |                                                     |                                                     |                                                     |                                                     |                                                     |                                                     |

#### Jugador del Mes
| Mes        | Liga Americana    | Liga Nacional    |
| ---------- | ----------------- | ---------------- |
| Abril      | José Bautista     | Ryan Braun       |
| Mayo       | José Bautista     | Jay Bruce        |
| Junio      | Adrián González   | Prince Fielder   |
| Julio      | Dustin Pedroia    | Emilio Bonifacio |
| Agosto     | Curtis Granderson | Dan Uggla        |
| Septiembre | Adrián Beltré     | Ryan Braun       |

#### Pitcher del Mes
| Mes        | Liga Americana    | Liga Nacional   |
| ---------- | ----------------- | --------------- |
| Abril      | Jered Weaver      | Josh Johnson    |
| Mayo       | Jeremy Hellickson | Jair Jurrjens   |
| Junio      | Justin Verlander  | Cliff Lee       |
| Julio      | CC Sabathia       | Clayton Kershaw |
| Agosto     | Ricky Romero      | Cliff Lee       |
| Septiembre | Doug Fister       | Javier Vázquez  |

#### Novato del Mes
| Mes        | Liga Americana          | Liga Nacional   |
| ---------- | ----------------------- | --------------- |
| Abril      | Michael Pineda          | Darwin Barney   |
| Mayo       | Jeremy Hellickson       | Justin Turner   |
| Junio      | Ben Revere Jemile Weeks | Craig Kimbrel   |
| Julio      | Eric Hosmer             | Freddie Freeman |
| Agosto     | Mike Carp               | Craig Kimbrel   |
| Septiembre | Eric Hosmer             | Dee Gordon      |

### Otros premios
- Jugador Regresado del Año: Jacoby Ellsbury (BOS, Americana); Lance Berkman (STL, Nacional)
- Premio Hank Aaron: José Bautista (TOR, Americana); Matt Kemp (LAD, Nacional)
- Premio Roberto Clemente (Humanitario): David Ortiz (BOS)
- Mejor lanzador zurdo: Clayton Kershaw (LAD)
- Jugador Más Valioso de la Serie Mundial: David Freese (STL)

| Pitcher      | Mark Buehrle (CWS)    |
| Cácher       | Matt Wieters (BAL)    |
| 1º base      | Albert Pujols (STL)   |
| 2º base      | Dustin Pedroia (BOS)  |
| 3º base      | Adrián Beltré (TEX)   |
| Shortstop    | Troy Tulowitzki (COL) |
| Left Field   | Brett Gardner (NYY)   |
| Center Field | Austin Jackson (DET)  |
| Right Field  | Justin Upton (ARI)    |